# Jan Visser jr.
Jan Visser (Groninga, 18 ottobre 1856 – Aerdenhout, 3 dicembre 1938) è stato un artista olandese noto per le sue vivaci nature morte floreali e per il suo contributo all'impressionismo.

## Biografia
Jan Visser Jr. studiò in diverse istituzioni di rilievo, tra cui l'Accademia Minerva di Groninga e la Rijksakademie van Beeldende Kunsten ad Amsterdam, poi fu allievo di Johannes Hinderikus Egenberger. Visse e lavorò in varie città olandesi, tra cui Groninga, Amsterdam, Abcoude, e Zandvoort.
Fu insegnante di disegno e direttore ad interim presso la Rijksnormaalschool voor Teekenonderwijzers, dove guidò e influenzò diversi artisti emergenti, tra cui Leo Gestel, David Bueno de Mesquita, Johan Herman Isings, Bernard F. Eilers, Hugo Polderman, Jan Ponstijn, Georg Rueter, Gerard Johan Staller, Willem Knip, André Vlaanderen, Bart Peizel e Chris Lebeau.

## Stile artistico e contributi
Jan Visser Jr. divenne famoso per le sue vivaci nature morte floreali, che riflettono le sue sensibilità impressioniste. Dipinse anche paesaggi, ritratti e opere figurative, tutte opere caratterizzate dal suo stile unico. La sua versatilità si estese oltre la pittura: fu anche un litografo, disegnatore, artista ambientale e scultore.
Morì nel 1938 all'età di 82 anni, lasciando dietro di sé una notevole produzione artistica.